# Комары (Никольское сельское поселение)
 Комары  — деревня в Яранском районе Кировской области в составе Никольского сельского поселения.

## География
Расположена на расстоянии примерно 10 км по прямой на северо-восток от города Яранск.

## История
Известна с 1859 года как починок Комаров с 5 дворами и 61 жителем, в 1905 дворов 18 и жителей 115, в 1926 (деревня Комары) 29 и 114, в 1950 18 и 59, в 1989 6 жителей .

## Население
Постоянное население не было учтено как в 2002 году, так и в 2010.